# فولینگه
فولینگه (به سوئدی: Föllinge) یک منطقهٔ مسکونی در سوئد است که در بخش کروکام واقع شده‌است. فولینگه ۱٫۵۰ کیلومتر مربع مساحت و ۴۸۵ نفر جمعیت دارد.